# Panguita
Panguita ou panguite é um mineral constituído de óxido de titânio encontrado a partir de pesquisas feitas no meteorito Allende, caído no estado mexicano de Chihuahua em 8 de fevereiro de 1969. Acredita-se que este mineral esteja entre os mais antigos formados no sistema solar. Descoberto em 2012 por cientistas do Instituto de Tecnologia da Califórnia,  esse mineral era, até então, desconhecido pela ciência. Seu nome homenageia a antiga divindade chinesa Pan Gu, criador do yin e yang.

## Composição
Este mineral possui a fórmula química (Ti4+,Sc,Al,Mg,Zr,Ca)1.8O3. Os elementos encontrados na panguita são titânio, escândio, alumínio, magnésio, zircônio, cálcio e oxigênio. Nas amostras retiradas do meteorito, também foram encontrados zircônio enriquecido. A panguita foi encontrada associada com um outro mineral identificado como davisite e com olivina agregada.

## Origem e Propriedades
O panguite, está na classe dos minerais refratários, que se formaram sob altas temperaturas e pressões extremamente altas, o que ocorreu há mais ou menos 4500 milhões de anos atrás, no inicio do nosso sistema solar. Isso faz com que o panguite seja um dos minerais mais antigos de nosso Sistema Solar. O Zircônio é um dos elementos determinantes para se saber as condições de antes e durante a formação do nosso sistema solar.

## Descoberta
Chi Ma, diretor da Divisão de Análise Cientifica Planetária e Geológica (Geological and Planetary Sciences Division Analytical Facility) do Instituto de Tecnologia da Califórnia (California Institute of tecnology), foi o principal autor do artigo referente ao panguite, publicado no American Mineralogist. Chi Ma estava liderando uma pesquisa de Nano-Mineralogia desde o ano de 2007, em meteoritos primitivos, no qual inclui o meteoro Allende. O mineral foi primeiramente descrito e submetido á apreciação na Conferência Anual de Ciência Planetária e Lunar (Lunar and Planetary Science Conference), ocorrida em 2011.